# Christopher John Quinn
Christopher John Quinn ( 1936 ) es un botánico, y profesor australiano.

## Algunas publicaciones
- julisasi t. Hadiah, barry j. Conn, christopher j. Quinn. 2008. Infra-familial phylogeny of Urticaceae, using chloroplast sequence data. Australian Sys. Bot. 21 ( 5): 375 - 385

- peter g. Wilson, margaret m. Heslewood, christopher j. Quinn. 2007. Re-evaluation of the genus Babingtonia (Myrtaceae) in eastern Australia and New Caledonia. Australian Sys. Bot. 20 ( 4): 302 - 318

- --------------------, marcelle m. O'Brien, christopher j. Quinn. 2000. Anetholea (Myrtaceae), a new genus for Backhousia anisata: a cryptic member of the Acmena alliance. Australian Sys. Bot. 13(3) 429 - 435

## Honores

### Eponimia
- (Plumbaginaceae) Limonium quinnii M.B.Crespo & Pena-Martín[3]
- La abreviatura «Quinn» se emplea para indicar a Christopher John Quinn como autoridad en la descripción y clasificación científica de los vegetales.[4]